# Marie Hrušková
Marie Hrušková (* 1939) je česká spisovatelka, scenáristka a pedagožka.

## Život
Po studiu na Pedagogické fakultě a Filozofické fakultě Univerzity Karlovy učila 37 let na různých školách v Praze, z toho od roku 1969 dvacet pět let na Akademickém gymnáziu ve Štěpánské ulici. Tam učila češtině, ruštině a vedla dramatický soubor, pro který také psala programy, například pásmo veršů Jiřího Suchého Babeta přišla do Štěpánské, Naše paní B.N. nebo Ty lásko pozdravena buď. Učila mimo jiné i scenáristu Petra Jarchovského, režiséra Jana Hřebejka, ekonoma Petra Zahradníka, novináře Jiřího Majstra či spisovatelku Terezu Boučkovou.

## Tvorba
Ve své tvůrčí činnosti se soustředí především na tematiku památných stromů z historicko-etnologického hlediska, často s regionálním zaměřením. Od konce šedesátých let vydávala články v časopisech (Ahoj na sobotu), mezi lety 1980–2010 vydala zhruba 30 knih, z nichž mnohé doprovázely ilustrace akademického malíře Jaroslava Turka a v menší míře i fotografie Marie Holečkové.

### Památné stromy
Marie Hrušková psala od dob studií, proto ji malíř Jaroslav Turek roku 1967 požádal o zpracování textů k jeho kresbám památných stromů. Disertační práce „Památné stromy v ústní lidové slovesnosti a v literatuře“ (1972) předznamenala zaměření jejího dalšího psaní – osudy stromů a vztahy lidí k nim, souvislost s historií naší země i nutnost ochraňovat přírodu se staly hlavními náměty.
Za výtvarné spolupráce s Jaroslavem Turkem vydala roku 1986 brožuru v PNS Praha o výchovném využití památných stromů ve škole, podrobněji se však památnými stromy i historií míst, kde rostou, mohli zabývat oba autoři až v knize vydané nakladatelstvím Silva Regina v roce 1995 Památné stromy, na kterou navázal II. díl roku 2001. Spolu s Jaroslavem Turkem vydali „What trees remember“ (1998) i českou verzi „Stromy pamatují“ (1999), knihu zajímavou i výtvarným zpracováním.
Knihu „Kult stromů v zemích koruny české“ (2005), v níž autorka souborně přibližuje historii a kořeny našich vztahů ke stromům a doplňuje odborným pohledem předchozí práce o památných stromech, doprovázejí opět kresby Jaroslava Turka. Z dalších prací připomeňme knížky o kraji a lidech žijících na Vysočině pod Železnými horami: „Tam, kde teče Doubravka – díl I. II. III.“ ( 1995- 2004, ve spolupráci s Jaroslavem Turkem a Zdeňkem Sejčkem).
Ve spolupráci s fotografkou a nakladatelkou Marií Holečkovou (se kterou už v roce. 2006 vydala „Krajinou řeky Doubravy“), vytvořila roku 2008 první díl publikace „Za památnými stromy Vysočiny“ – kam patří stromy z Pelhřimovska, Jihlavska, Havlíčkobrodska – a roku 2009 díl druhý, kde se píše o Žďársku a Třebíčsku. Na oba díly poskytl kraj Vysočina grant.
Zatím poslední z knih o památných stromech v celé naší republice je publikace „Podivuhodné stromy“, která vznikla ve spolupráci s Jaroslavem Michálkem, autorem fotografií. Spoluautory textů o významných stromech v LČR a Vojenských lesích jsou Jiří Křivánek, Pavel Kyzlík a Jiří Stonawski. Knihu vydal v září 2011 Euromedia-Knižní klub.

### Český rozhlas
Pro Marii Hruškovou byla vždy důležitá spolupráce s Českým rozhlasem (od roku 1969), v 70. letech mohla příspěvky o památných stromech psát alespoň pro Kolotoč, až roku 1988 byly vysílány krátké dramatizace pověstí o památných stromech v Dominu, spolupráce hlavně s ČRo2 pokračovala i v devadesátých letech minulého století.
V Lyře Pragensis měl r. 1996 premiéru její pořad o památných stromech.

### Seriál Paměť stromů
Knihy o stromech se staly podkladem pro televizní pořad „Paměť stromů“ (2003). Na jaře 2001 spolupracovala na scénáři s režisérem a scenáristou Bedřichem Ludvíkem, podílela se na struktuře cyklu, tématech dílů a seznamu obsažených stromů. Dále spolupracovali na fotografické publikaci „Stromy se na nás dívají“ (Fraus 2003) a na knize o seriálu „Paměť stromů“ (MF 2006).

### Tvorba pro děti
Pro děti a jejich rodiče a jako pomoc učitelům nižšího stupně ZŠ při environmentální výchově byla určena knížka „Tajemství starého dubu“ (MF 2007), na které se výtvarně podílela Andrea Sloupová, učitelka na Gymnáziu Heyrovského v Praze 13 (s použitím kreseb stromů zesnulého Jaroslava Turka) – dlouhověkost stromu je názorně ukázána na srovnání staletí života památného dubu a staletí historických změn v životě Českého království a pak i republiky.

## Ostatní aktivity
Činnost Marie Hruškové kromě vlastního psaní je spojena s častými přednáškami o památných stromech i o literatuře v knihovnách, muzeích, ale hlavně ve školách.